# Magnus Smedberg
Albrecht Magnus Otto Smedberg, född 18 september 1911 i Stockholm, död 2 juni 1974 i Helsingborg, var en svensk väg- och vattenbyggnadsingenjör och företagsledare. 
Smedberg, som var son till överstelöjtnanten i Väg- och vattenbyggnadskåren Richard Smedberg och Anna Serrander, avlade studentexamen 1929, reservofficersexamen 1931 och utexaminerades från Kungliga Tekniska högskolan 1935. Han blev löjtnant i Väg- och vattenbyggnadskåren 1938, kapten 1941 och major 1957. Han var ingenjör på Stockholms stadsplanekontor 1935 och fastighetskontor 1936, Vattenfallsstyrelsen 1937, arbetschef på AB Skånska Cementgjuteriet 1939, byggnadschef vid Höganäs-Billesholms AB 1944, överingenjör och chef för gruvavdelningen 1947–1964, byggnadschef där 1960–1964 samt överingenjör vid Hermanssons Byggnads AB i Bjuv och verkställande direktör för Hermanssons Elementbyggnads AB i Helsingborg från 1964. 
Smedberg innehade ett flertal fackliga uppdrag inom Svenska gruvföreningen, Gruvornas utredningsnämnd, Svenska Arbetsgivareföreningen och Skånes handelskammare. Han var sakkunnig i justitiedepartementet angående lagstiftning om atommineral 1950 och vice ordförande i fastighetsnämnden i Helsingborg från 1963. Smedberg är begravd på Pålsjö kyrkogård i Helsingborg.